# Oxymitraceae
Oxymitraceae, malena porodica jetrenjarnica iz reda Marchantiales. Postoji nekoliko vrsta i dva roda.[Na Oxymitra se navodi da je jedini rod u porodici (?!)]

## Rodovi
1. Oxymitra Bisch. ex Lindenb.
2. Pycnoscenus Lindb.